# Torre Pellice

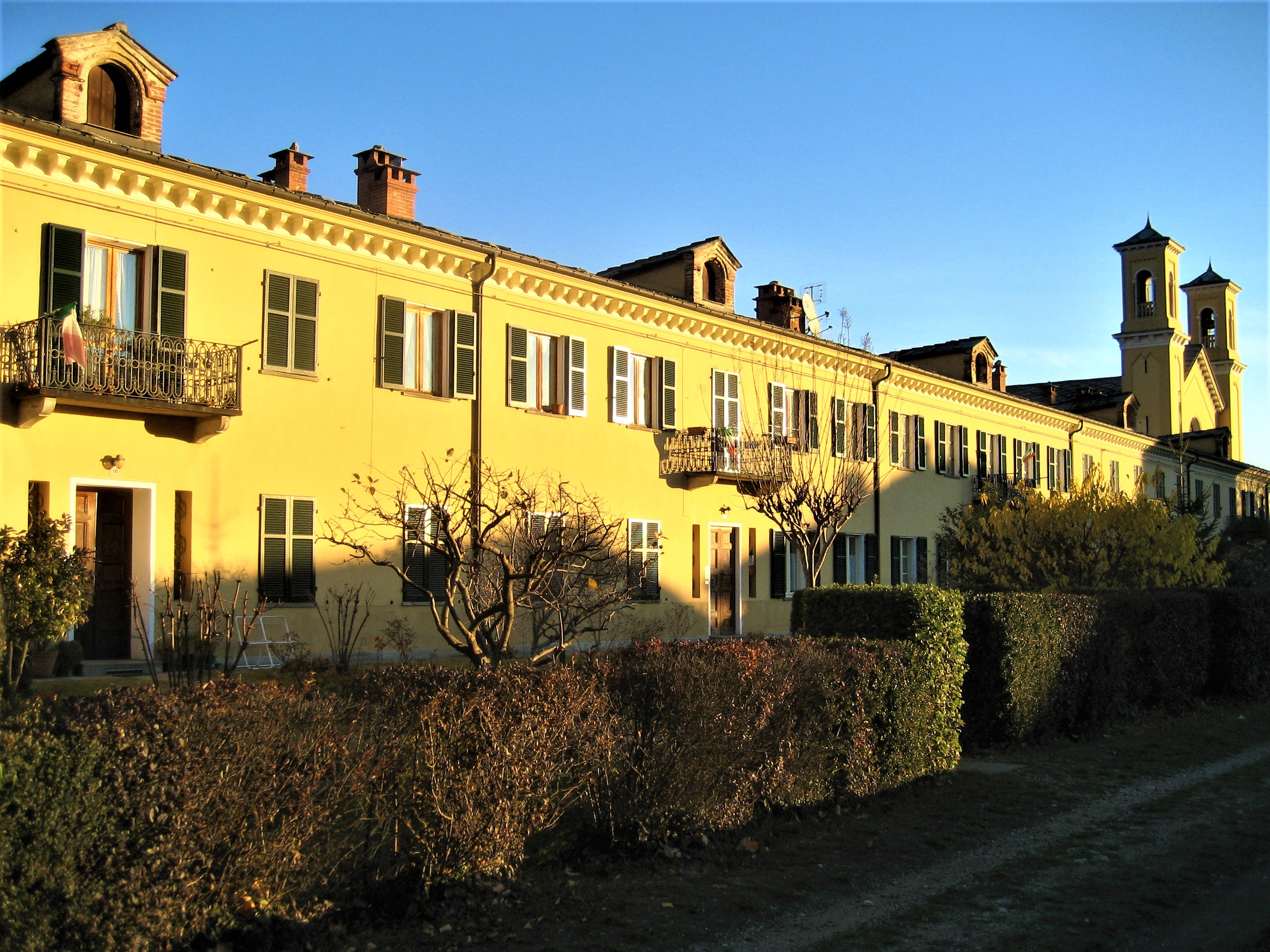
Zentrum der Waldenser an der Via Beckwith in Torre Pellice

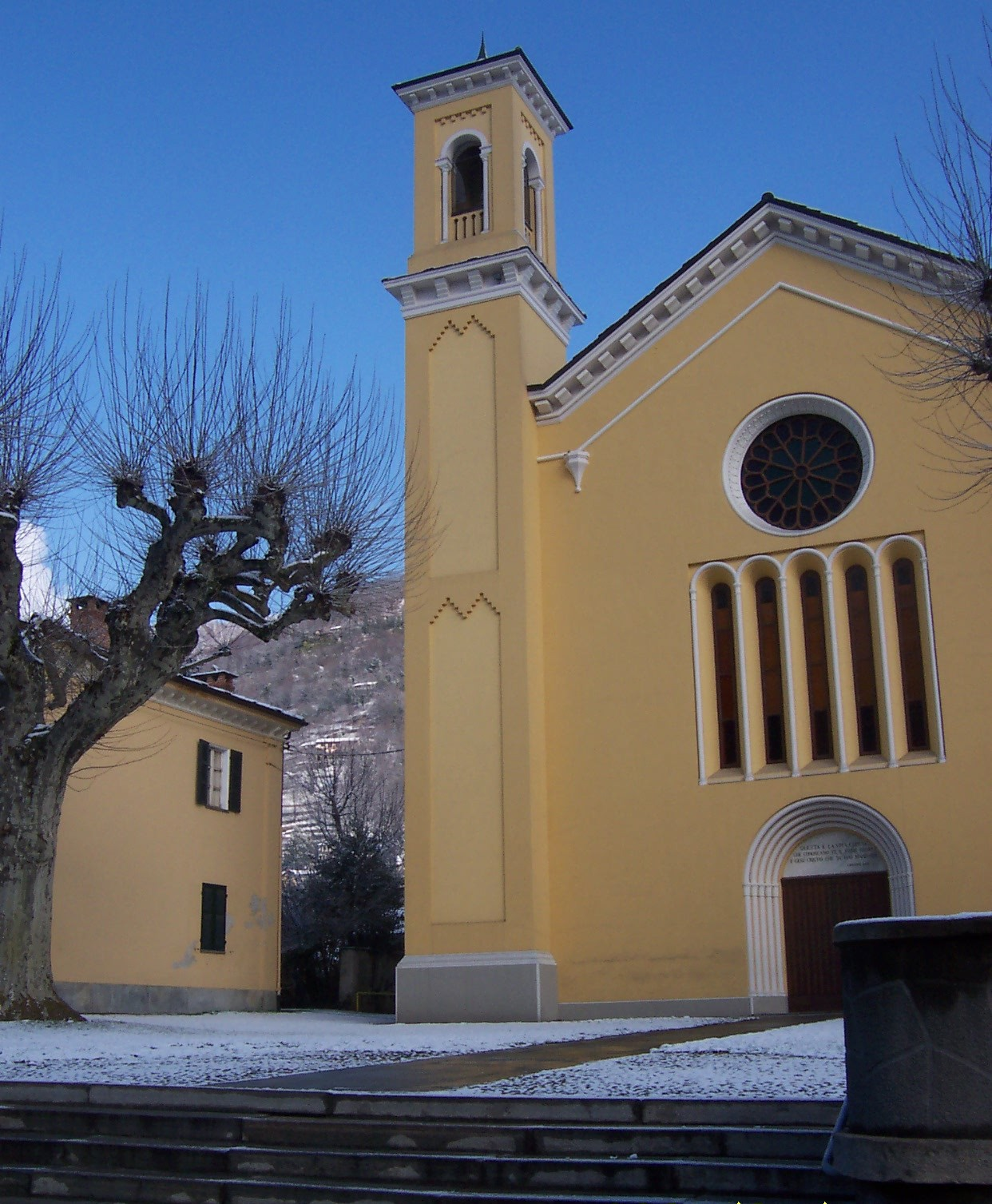
Die heutzutage bedeutendste Waldenserkirche von Torre Pellice, der Tempio Nuovo in der Via Beckwith

Torre Pellice (piemontesisch la Tor, okzitanisch la Toure de Pèlis; früher Torre di Luserna) ist eine Kleinstadt und Gemeinde in der italienischen Metropolitanstadt Turin (TO), Region Piemont. Torre Pellice war Hauptort der drei historischen Waldensertäler in den Cottischen Alpen (Val Pellice, Val Chisone und Valle Germanasca) und ist bis heute Zentrum der Chiesa Valdese italiana, der (protestantischen) Waldenserkirche Italiens. Am 7. April 2017 wurde Torre Pellice als 96. Stadt offiziell der Ehrentitel „Reformationsstadt Europas“ durch die Gemeinschaft Evangelischer Kirchen in Europa verliehen.

## Lage und Einwohner
Der Ort liegt 40 km südwestlich von Turin im unteren Val Pellice, etwa 15 km von der Mündung des Pellice in den Po, auf einer Höhe von 516 m über dem Meeresspiegel. Die nächste größere Stadt ist Pinerolo.
Das Gemeindegebiet umfasst eine Fläche von 21 km² und hat 4628 Einwohner (Stand 31. Dezember 2023). Unweit von Torre Pellice gelegen und fast immer von dort sichtbar ist der ca. 2100 m hohe Monte Vandalino mit dem niedrigeren Castelluzzo auf seiner südöstlichen Bergflanke. Unterhalb des Castelluzzo liegt die zu Torre Pellice gehörige Borgata Bonnet (bei den „Borgate“ handelt es sich um sehr kleine Bergdörfer, die in der Regel zu einer größeren Kommune gehören). Steigt man von hier ins Tal hinab, so gelangt man in den Ortsteil Santa Margherita.
Die Nachbargemeinden sind Angrogna, Villar Pellice, Luserna San Giovanni und Rorà.

## Geschichte

### Mittelalter
Der Name Torre Pellice geht auf einen ums Jahr 1000 gebauten Wohnturm auf einem Hügel über dem Fluss Pellice zurück. Im 13. Jahrhundert residierte hier ein Feudalherr Rorenghi, der zur Grafenfamilie von Luserna gehörte.
Petrus Waldes und seine Anhänger, die „Armen von Lyon“, wurden von der katholischen Kirche 1184 in Lyon exkommuniziert und ab 1231 von der Inquisition verfolgt. Die Geflüchteten ließen sich an verschiedenen Orten in Südfrankreich und Oberitalien nieder, so auch vor 1300 in Torre Pellice und Umgebung in den Cottischen Alpen. Um 1400 wurden sie auch in Torre Pellice verfolgt und einige flohen deshalb in die Umgebung von Avignon oder nach Guardia Piemontese in Kalabrien.

### Reformation und Gegenreformation
Evangelische Ideen von Martin Luther und andern Reformatoren erreichten Torre Pellice und die umliegenden Dörfern bereits nach 1520. Wenige Jahre danach wurde eine Waldensergruppe in die Schweiz geschickt, um sich ein Bild über die beginnende Reformation zu machen. Am 12. September 1532 fand mit dem Schweizer Reformator Guillaume Farel eine Zusammenkunft in Chanforan im Angrognatal statt, das nur wenige Kilometer oberhalb von Torre Pellice liegt. Auf dieser „Synode von Chanforan“ wurde beschlossen, dass aus der losen Waldenserbewegung eine reformierte Kirche werden sollte. Einige Grundsätze wie Armut, Ehelosigkeit der Prediger, Ablehnung des Eids und weltlicher Herrschaft mussten dabei aufgegeben werden. Die Waldenser schlossen sich dann der Reformation Genfs und deren Kirchenordnung an, die maßgeblich von Guillaume und Jean Calvin geprägt waren. In der Folge wurde durch Pierre-Robert Olivétan eine vollständige französische Bibelübersetzung erstellt, in Genf ausgebildete evangelische Pfarrer angestellt und ein erstes einfaches und schmuckloses Kirchengebäude gebaut, der Tempio genannt wurde.
Die Waldenser von Torre Pellice und Umgebung konnten dem Herzog von Savoyen 1561 widerstehen und begrenzte Duldung erwirken. Aber im 17. Jahrhundert waren sie weiteren Verfolgungen, Unterdrückungen und Vertreibungen der herrschenden Savoyer ausgesetzt. Besonders grausam waren diejenigen Kämpfe um Ostern 1655, die Pasqua piemontese bezeichnet wurden, als die savoyische Armee das Land plünderte, wovon 279 Familien betroffen waren. Auch 1686 verteidigten sich die Waldenser gegen 8500 savoyische und französische Soldaten. Im September mussten sie kapitulieren, um noch eine Auswanderung in die Schweiz erreichen zu können. Die Geflüchteten fanden zusätzlich in Baden, in Württemberg und in Hessen Aufnahme. Der Wunsch nach Torre Pellice und in die Täler zurückzukehren blieb jedoch bestehen, Il Glorioso rimpatrio (französisch: glorieuse rentrée, deutsch: die glorreiche Rückkehr) konnte 1689 bis 1690 durchgeführt werden unter der Führung des Pastoren Henri Arnaud. Der entbehrungsreiche und blutige Überlebenskampf der Waldenser hatte auch Proteste, Solidarität und finanzielle Unterstützung aus den Niederlanden und aus England bewirkt, die ein knappes Überleben vor Ort sicherstellen halfen. Der ehemalige britische Armeeoffizier John Charles Beckwith (1789–1862) ging nach 1820 nach Torre Pellice und half beim Aufbau von 120 Schulen und einigen waldensischen Kirchengebäuden. Nach ihm ist heute die Straße bei der Casa Valdese und dem Tempio Nuovo benannt.

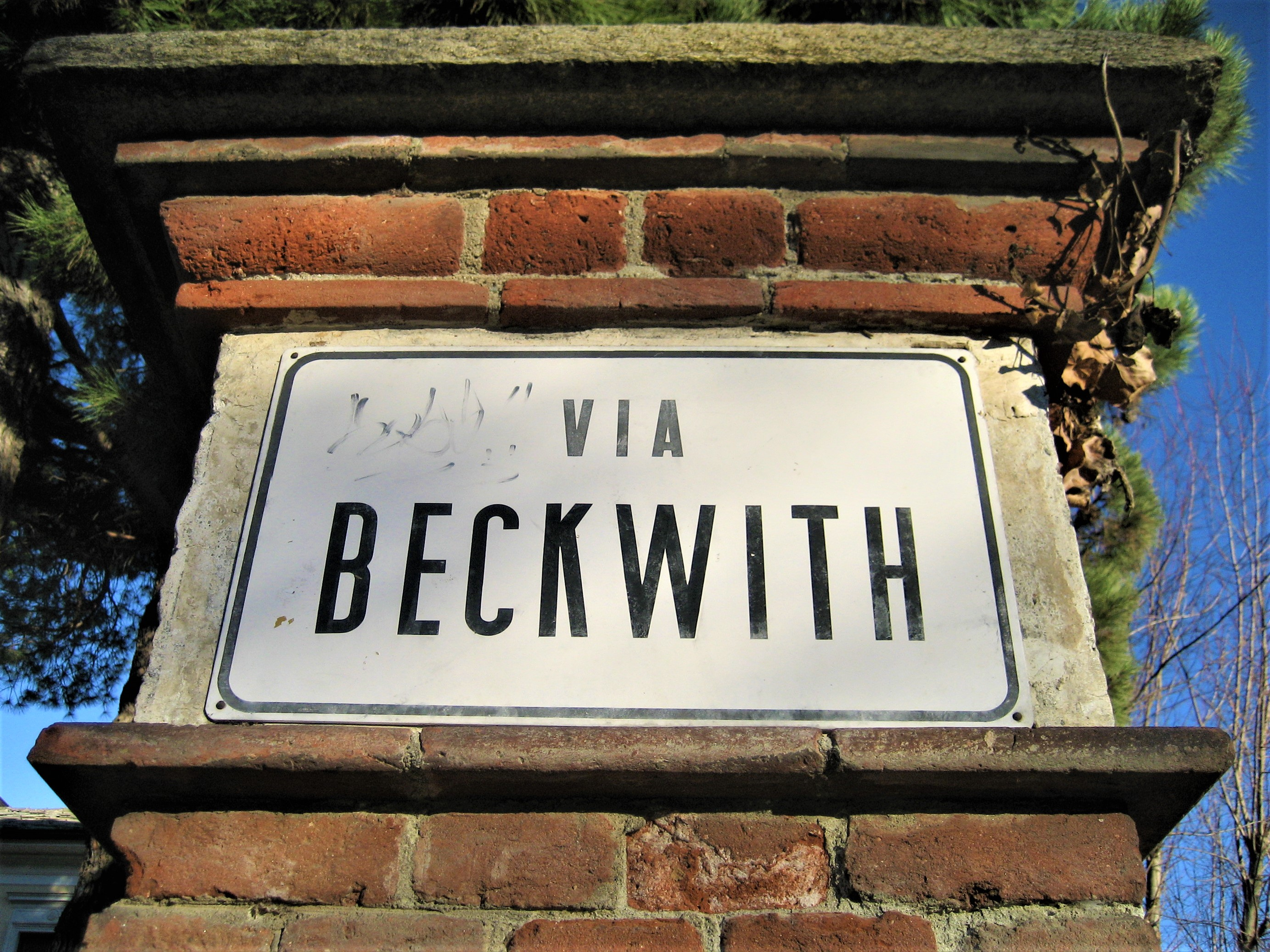
Straßenbezeichnung Via Beckwith

### Neuzeit
Erst 1848 wurden den Waldenser im Piemont die vollen Bürgerrechte zugesprochen, was seither jedes Jahr gefeiert wird. 1849 bis 1852 wurde in Torre Pellice der Tempio Nuovo, eine neue große Waldenserkirche, errichtet. Ab 1859 folgten Häuser für den Pfarrer und die Lehrer des Gymnasiums. Seit 1889 tagt jährlich in der „Casa Valdese“ die „Tavola Valdese“, Waldensersynode, sie bestimmte damals und noch heute den Kurs der Waldenserkirche. Dank Spenden konnte im Ort eine Hochschule errichtet werden, die aber bereits 1922 nach Rom verlegt wurde.

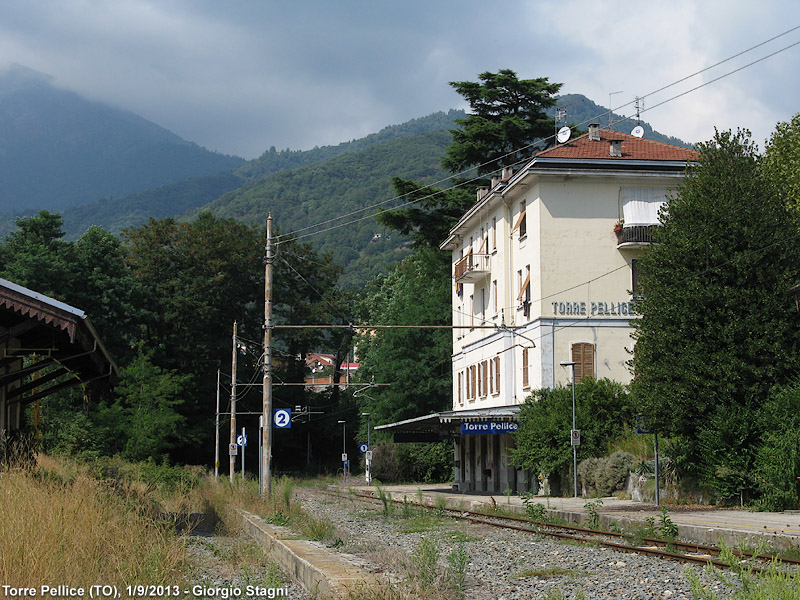
Der Bahnhof kurz nachdem 2012 der Verkehr eingestellt wurde

Nach 1700 verstärkte sich die Dorfentwicklung durch den Bau von Kanälen und Fabriken entlang des Flusses Pellice, um dessen Wasser und Wasserkraft zu nutzen. 1882 wurde eine Bahnlinie von Pinerolo mit Endstation Torre Pellice eröffnet, was die wirtschaftliche Anbindung deutlich verbesserte, so dass die arbeitende Bevölkerung stark zunahm – die Bahnverbindung wurde allerdings 2012 eingestellt. Während 1819 Torre Pellice 2343 Einwohner hatte, waren es um 1900 6000 Personen, und dies obwohl viele arme Familien nach Südamerika ausgewandert waren.

### 20. Jahrhundert (Faschismus und Zweiter Weltkrieg)
1938, nach der Einführung der judenfeindlichen Rassegesetze, haben viele Waldenser in Torre Pellice Juden und andere politisch Verfolgte unterstützt und aufgenommen. Nach dem 8. September 1943 schlossen sich viele Verfolgte den Partisanen gegen die deutsche Besatzung an. Il Pioniere, eine eigene Untergrundzeitung, wurde im Pellice-Tal gedruckt. Der bekannteste Aktivist der Resistenza und Flüchtlingshelfer war der Ingenieur Willy Jervis, der am 11. März 1944 von den Deutschen gefangen genommen und am 5. August 1944 in Villar Pellice erschossen wurde. Ein Gedenkstein vor Ort, eine Gedenkstätte in Torre Pellice und die Bibliothek des Widerstands mit dem Namen Carlo Levi, die in der ehemaligen SS-Kaserne untergebracht ist und über 2000 Bücher umfasst, erinnern an die beteiligten Personen und an den mutigen Kampf der Resistenza.

## Waldensische Institutionen, Gebäude und Erinnerungsorte
In Santa Margherita befindet sich der Tempio dei Coppieri, eine der insgesamt drei Waldenserkichen in Torre Pellice.

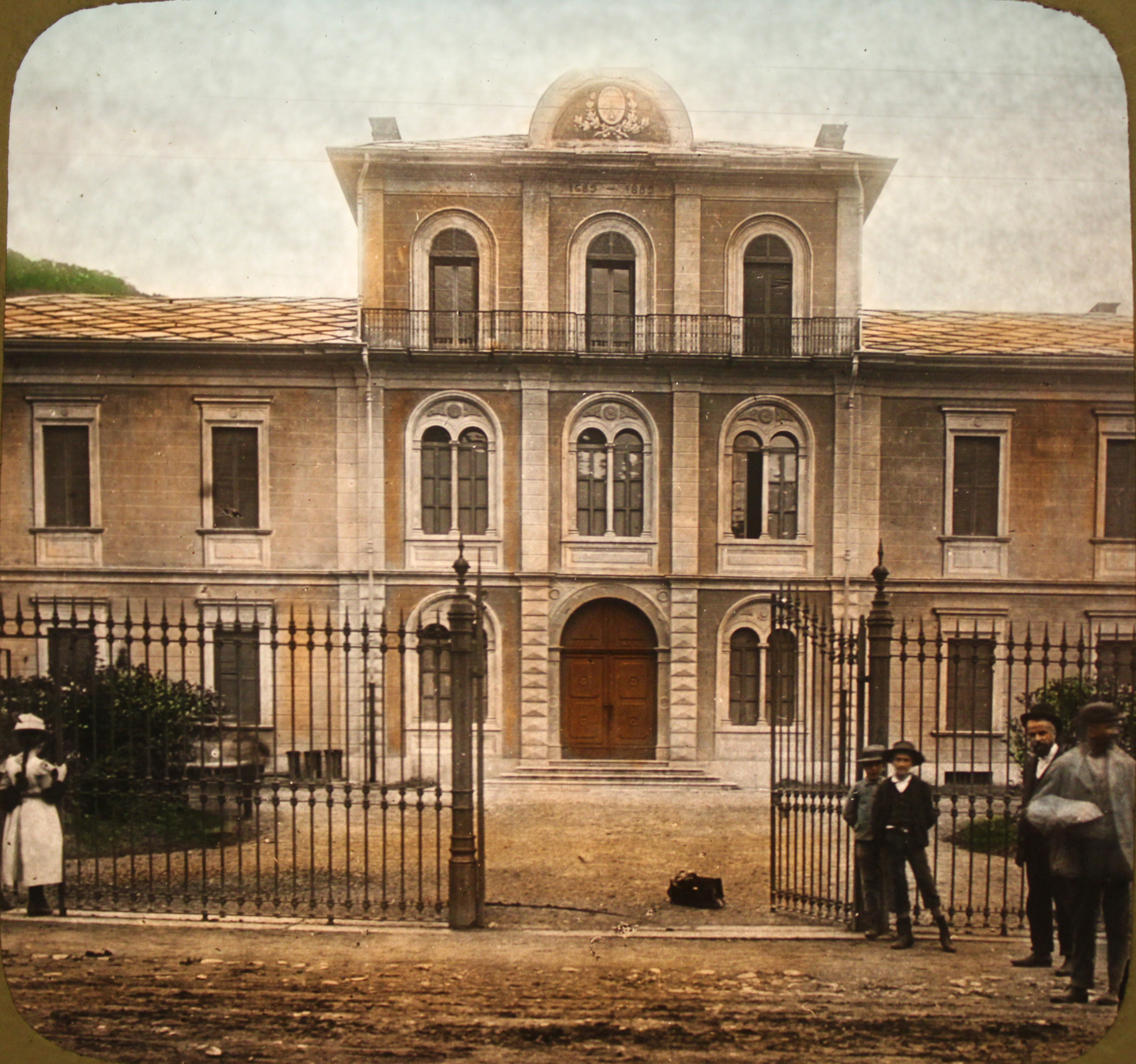
Die sogenannte Casa Valdese in der Via Beckwith (Foto von 1895), die ehemals das Waldensermuseum beherbergte und heute Sitz der Tavola Valdese ist. Zudem bildet das Gebäude alljährlich den Versammlungsort der Synode.

In westlichen, gegen Talschluss gerichteten Teil des Hauptorts Torre Pellice befinden sich entlang der Via Beckwith die waldensischen Institutionen: Dazu gehört das Gebäude der 1989 von der Tavola Valdese und der Società di studi valdesi gegründete Fondazione Centro Culturale Valdese, das folgende Einrichtungen umfasst:
- die Bibliothek der Stiftung Waldensisches Kulturzentrum mit etwa 85.000 Büchern[10]
- zwei Museen: Ein ethnografisches und ein historisches, das sich mit der Geschichte jener religiösen Minderheitskirche, deren Ursprünge bis ins zwölfte Jahrhundert zurückreichen und damit rund 300 Jahre älter als Luthers Reformation ist, befasst[10]
- einen Saal für Wechselausstellungen
- eine Sammlung von Gemälden des waldensischen Malers Paolo Paschetto[10]
- eine archäologische Sammlung[10] (Sala Ippolito)
- das Touristenbüro „Il Barba“[10] (okzitanisch für „Onkel“, so wurden die mittelalterlichen Wanderprediger der Waldenser genannt)[11]
- das Archivio della Tavola valdese mit rund 35.000 Fotos.[10]

Direkt gegenüber befindet sich der Tempio Nuovo, mit dessen Bau auf Initiative des englischen Generals John Charles Beckwith, eines der großen Förderer der Waldenser, in den 1850er-Jahren begonnen wurde. Etwas weiter Richtung Ortsmitte trifft man auf die Casa Valdese, in der der Synodesaal ein Fresko des waldensischen Malers Paolo Paschetto beherbergt. Noch ein paar Meter weiter östlich steht eine Bronzestatue Henri Arnauds, jenes Pastors, der die Waldenser 1689 im Zuge der sogenannten „Glorreichen Rückkehr“ (Glorioso Rimpatrio) aus dem dreijährigen Exil in die Täler zurückgeführt hatte.

## Städtepartnerschaften
- Mörfelden-Walldorf, Hessen, seit 1999. – Im Jahr 1699 wurde Walldorf von 14 geflüchteten Waldenserfamilien gegründet und aufgebaut.[13]
- Guillestre
- Valdese, North Carolina
- Guardia Piemontese